# FTSE世界国債インデックス
FTSE世界国債インデックス（FTSEせかいこくさいインデックス、英: FTSE World Government Bond Index, FTSE WGBI）とは、FTSE Russell が算出している、世界の国債の時価総額加重平均型の指数。

## 沿革
1986年11月より算出が開始された。1984年末の指数を100として計算されている。
立ち上げ当初はソロモン・ブラザーズの運営で、名称はソロモン・ブラザーズ世界国債インデックス（Salomon Brothers World Government Bond Index）だったが、1998年にソロモン・スミス・バーニー世界国債インデックス（Salomon Smith Barney World Government Bond Index）に変更になり、2003年4月にシティグループに売却し、名称がシティ世界国債インデックス（Citigroup World Government Bond Index）に変更になった。2017年8月31日に Citigroup Index LLC をロンドン証券取引所グループが買収し、名称がFTSE世界国債インデックスに変更になった。

## 構成国
2022年末現在、重み付けは以下の通り。
- 米国 - 42.87%
- ユーロ圏 - 28.70%
- 日本 - 14.62%
- 英国 - 4.10%
- その他 - 9.70%

## ETF
| コード                               | レバレッジ | 年率  |
| ------------------------------------ | ---------- | ----- |
| 1677 （除く日本）                    | 1倍        | 1.89% |
| 2024年11月末現在。円建て、配当込み。 |            |       |

東京証券取引所には下記ETFが上場している。全て日本国債を除いたものである。
- NEXT FUNDS 外国債券・FTSE世界国債インデックス（除く日本・為替ヘッジなし）連動型上場投信（2511）
- NEXT FUNDS 外国債券・FTSE世界国債インデックス（除く日本・為替ヘッジあり）連動型上場投信（2512）
- 上場インデックスファンド海外債券（FTSE WGBI）毎月分配型（1677）